# Wilfried Kanga
Aka Wilfried Julien Kanga (Montreuil, 21. veljače 1998.) bjelokošćansko-francuski je nogometaš koji igra na poziciji napadača. Trenutačno igra za Gent.

## Klupska karijera

### Rana karijera
Kanga je igrao za omladinske selekcije klubova FCM Garges-lès-Gonesse, FC Villepint, Sevran FC i Paris Saint-Germain. S Paris Saint-Germainom bio je finalist UEFA Lige mladih u sezoni 2015./16.

### Créteil (posudba)
Na dan potpisivanja profesionalnog ugovora s Paris Saint-Germainom, 13. srpnja 2016., Kanga je bio posuđen Créteilu.  Za Créteil je postigao 5 golova u 24 nastupa u Championnat Nationalu, francuskom trećem rangu.

### Angers
Prešao je u Angers 4. srpnja 2017. Debitirao je 27. kolovoza u utakmici Ligue 1 protiv Lillea koja je završila 1:1. Svoja prva dva pogotka, ujedno i jedina ligaška, postigao je 9. veljače 2019. u susretu protiv Strasbourga koji je izgubio s 1:2.

### Kayserispor
U rujnu 2020. potpisao je za turski Kayserispor. Za Kayserispor je debitirao 19. rujna u ligaškom susretu protiv Alanyaspora koji je slavio s 2:0. Klupski prvijenac postigao je 17. listopada kada je Kayserispor izgubio 1:3 od Sivasspora u ligi.

### Young Boys
Tijekom ljeta 2021. prešao je u Young Boys bez odštete. Debitirao je 28. srpnja u kvalifikacijskoj utakmici za UEFA Ligu prvaka 2021./22. protiv Slovan Bratislave koja je poražena 3:2. Svoj prvi klupski pogodak postigao je 14. kolovoza u svom debiju u kupu protiv Littaua koji je eliminiran s 1:4. Protiv Ilirije je 19. rujna postigao hat-trick u utakmici kupa koja je završila 1:7.

### Hertha BSC
S berlinskom Herthom potpisao je četverogodišnji ugovor 20. srpnja 2022. Za novi klub debitirao je 6. kolovoza kada je Hertha izgubila 3:1 od berlinskog Uniona u Bundesligi. Prvi gol za klub postigao je 23. listopada kada je Schalke 04 pobijeđen s 2:1.

### Standard Liège (posudba)
Dana 7. kolovoza 2023. posuđen je belgijskom klubu Standard Liège do kraja sezone. Za Standard Liège je debitirao i pritom asistirao šest dana kasnije u ligaškom susretu protiv Charleroie koji je završio 1:1. Prvi klupski pogodak postigao je protiv RWDM-a u ligaškom susretu istog rezultata.

### Cardiff City (posudba)
Kanga je 30. srpnja 2024. posuđen Cardiff Cityju. Prvi put je zaigrao za klub 10. kolovoza kada je Cardiff City izgubio 0:2 od Sunderlanda u Championshipu.

### Dinamo Zagreb
Sa zagrebačkim Dinamom potpisao je višegodišnji ugovor 20. siječnja 2025. Dinamo je platio Herthi 1,7 milijuna eura za Kangu. Za Dinamo Zagreb debitirao je 25. siječnja 2025. u utakmici HNL-a u kojoj je Istra 1961 poražena 3:1. Klupski prvijenac postigao je 15. veljače 2025. kada je Dinamo Zagreb pobijedio Goricu 3:1.

### Gent
Dana 22. lipnja 2025. prešao je u Gent.

## Reprezentativna karijera
Kanga je od omladinskih selekcija igrao za selekciju Obale Bjelokosti do 20 godina i Francuske do 21 godine.
Za reprezentaciju Obale Bjelokosti debitirao je 24. rujna 2022. kada je Togo poražen 2:1 u prijateljskoj utakmici.

## Vanjske poveznice
- Profil, Transfermarkt